# Sikorzyce (województwo małopolskie)
Sikorzyce – wieś w Polsce położona w województwie małopolskim, w powiecie tarnowskim, w gminie Wietrzychowice, nad rzeką Dunajec.
W latach 1920–1939 i 1945–1975 miejscowość należała do powiatu dąbrowskiego.
W latach 1975–1998 miejscowość administracyjnie należała do województwa tarnowskiego.

## Ludzie związani z Sikorzycami
- Tadeusz Nowak – poeta i pisarz
- Henryk Krzciuk – poseł na Sejm 1928–1935
- Władysław Gawlik – poseł na Sejm 1957–1972
- Stanisław Miłkowski – działacz ludowy, agrarysta
- Andrzej Siewierski – muzyk, jego matka pochodzi z Sikorzyc

## Historia
- W lipcu 1934 oraz lipcu 1970 roku fala powodziowa na Dunajcu przerwała wały i zalała całą wieś.
- 15 sierpnia 1944 w Sikorzycach rozbił się samolot Liberator z 178 dywizjonu RAF dowodzony przez F/Lt. Eldwina C. Thyer’a lecący ze zrzutem dla powstańczej Warszawy. Lotników pochowano pod drewnianym krzyżem misyjnym. Po wojnie ciała ekshumowano i przeniesiono na cmentarz wojskowy w Krakowie.
- W 2007 wieś znalazła się wśród 20 miejscowości wytypowanych przez Kapitułę Konkursu „Małopolskie Odkrywanie Literackie”, które znajdą się na „Małopolskim Szlaku Literackim”.